# ایمار موراتالا
ایمار موراتالا (انگلیسی: Aimar Moratalla؛ زادهٔ ۱۱ ژانویهٔ ۱۹۸۷) بازیکن فوتبال اهل اسپانیا است.